# Chiesa di San Rocco della Valiera
La chiesa di San Rocco della Valiera è una piccola chiesa sita a Valliera, località del comune di Adria. Sorta tra il XVII e il XVIII secolo fu per diverso tempo sede parrocchiale prima della costruzione della più moderna chiesa dalla medesima titolazione, detta anche santuario della Madonna dell'Automobilista (o del Camionista), edificio in cemento armato sorto sull'allora strada statale, ora S.P. n.4, che passa a nord dell'abitato.

## Storia
Con la necessità di trasformare le stagnanti acque della grande valle di Mezzana da parte del magistero delle acque della Repubblica di Venezia, nel corso del XVII secolo sorse un villaggio ad ovest dell'abitato di Adria. Con l'incremento degli abitanti il villaggio in zona Villa San Pietro, indicato popolarmente il "Cengiaro" e di proprietà della famiglia Loredan, per ovviare alle necessità della popolazione costretta a spostarsi in città o all'oratorio di Villa Grassi, nella vicina Baricetta, su iniziativa del nobile Bertuccio unitamente ai fratelli del quondam Zuanne Valier si ottenne, in data 23 maggio 1716, il permesso dai consultori in iure di Venezia di erigere un oratorio adatto allo scopo. In realtà in occasione dell'epidemia di peste del 1630 era già stato costruito un edificio, a quella data indicato come fatiscente, intitolato a san Rocco, santo pellegrino e taumaturgo invocato come protettore dal terribile flagello della peste.
Terminato nel 1725, a ridosso dell'argine sinistro del Castagnaro (il futuro Canalbianco una volta stabilizzato il suo corso), venne solennemente benedetto dal vicario generale Mecenate, su incarico del vescovo della Diocesi di Adria Antonio Vaira. In seguito l'abitato venne indicato come Valiera, o Valliera, in quanto sorto sui possedimenti della famiglia Valier. L'aspetto modesto, con impostazione architettonica a navata unica, presenta una facciata ispirata al neoclassicismo con quattro lesene a sorreggere un timpano, dove sono inoltre presenti due nicchie, destinate probabilmente ad accogliere statue mai realizzate, e una finestra di forma circolare che, unita da una più piccola posta al centro del timpano, fornisce l'illuminazione interna durante il giorno.
Pur avendo perso importanza dopo la costruzione della nuova chiesa, consacrata il 31 maggio 1975 e meglio raggiungibile dalla popolazione spostatasi nell'agglomerato sorto a fianco della recente arteria che collega Adria al capoluogo Rovigo, la chiesa continua a rinnovare la tradizione che, durante la funzione religiosa di ogni 16 agosto, vede la distribuzione del "saso" in onore e ricordo del santo di Montpellier.

## Riqualificazione
Dopo anni di incurie, nel quale l'edificio, sconsacrato e spogliato di ogni arredamento sacro, rimase chiuso, viene pianificato il suo recupero al fine di renderne una struttura atta ad accogliere eventi culturali. Gli interventi, effettuati nella seconda metà degli anni duemiladieci, furono indirizzati alla ricerca dei materiali storici per riproporne l'aspetto originario, armonizzando la scelta delle tinte esterne con quelle suggerite dalla tradizione e dalle convenzioni del territorio. Unica novità all'esterno fu la dotazione di un orologio sulla torre campanaria, elemento che non era integrato nella precedente ed originaria struttura.
All'interno sono emersi i motivi a fresco e resistono alcuni elementi architettonici e stucchi che contornano nel due cappelle laterali, oramai prive degli altari che custodivano.